# UTC-4:30
UTC-4:30 е часово отместване, използвано във Венецуела от 9 декември 2007 г. до 1 май 2016 г. Часовата зона на Венецуела е UTC−04:00.
- Венецуела (СВВ – Стандартно Венецуелско време), приключило на 1 май 2016 г.